# Vass Imre-barlang
A Vass Imre-barlang az Aggteleki-karszt negyedik leghosszabb és egyik leginkább kutatott barlangja. A barlang az Aggteleki-karszt és a Szlovák-karszt többi barlangjával együtt a világörökség része. Magyarország fokozottan védett barlangjai közül az egyik. Egy része ki van építve és szakvezetéssel megtekinthető.

## Leírás
A triász mészkőben és dolomitban kialakult barlang bejárata Jósvafő központjától ÉNy-ra, kb. 3 km-re, a Tohonya-völgy végében, 273 m tengerszint feletti magasságban nyílik.
A barlang hossza 2185 m, függőleges kiterjedése pedig 56,6 m. A nagyjából 600 m hosszú főág közel 300 m hosszú szakasza villamos világítással van kiépítve és szakvezetéssel látogatható. Idegenforgalom számára nem megnyitott részei az Aggteleki Nemzeti Park Igazgatóság engedélyével, barlangász alapfelszerelés és mászó tudás birtokában látogathatók. A barlangban állandó vízfolyás nincs.
A barlang Vass Imre nevét kapta. Vass Imre írta le elsőként magyar nyelven, tudományos szempontból a Baradla-barlangot. (Elkészítette a Baradla-barlang nagyon valósághű térképét is.) Előfordul a Vass Imre-barlang az irodalmában Vass Imre Cave (Kordos 1977) néven is.

## Morfológia
A főág kelet–nyugati irányú szakaszain jól tetten érhető a barlang eredeti hasadékjellege, néhol 10 méteres magassággal és 4–5 méteres szélességgel. A barlang nagyrészt vízszintes, az alját agyagüledék alkotja, állandó vízfolyása nincs. Az árvizek alkalmával a jelenlegi végponton vízfolyás jelenik meg, amely a Fekete-szifon nevű barlangi víznyelőben tűnik el, majd a legkülönbözőbb helyekről felemelkedve önti el a főágat. A barlangra jellemzők a különféle színű cseppkőlefolyások, amilyen például a Narancs-zuhatag, de az Aggteleki-karszt többi barlangjához képest jelentős mennyiségben találunk fehér, vagy áttetsző cseppköveket és lefolyásokat, amelyek a fehér színüket annak köszönhetik, hogy a beszivárgó és az alakzatokat létrehozó víz szinte teljesen szennyeződésmentes.
A barlang különlegességei a különösen nagy számban előforduló heliktitek, amelyek nem függőlegesen, hanem különböző más irányokban, esetleg kanyarban növő görbe cseppkövek. A keletkezésükre máig sincs bizonyított és elfogadott magyarázat, bár nagyon valószínű, hogy a barlang levegőjének párájában lévő mészből képződnek. A Baradla-barlangban például alig található heliktit.

## Túra a barlangban
A barlang maximum 10 fős csoportokban, előzetes bejelentkezés után látogatható, amelyhez semmilyen speciális felszerelés nem szükséges, ugyanakkor előfordulhat, hogy egy-egy szűkebb részen hozzáérünk a falakhoz, vagy ha nemrég vonult le árvíz, akkor sáros lehet az aljzat, ennek figyelembevételével érdemes megválasztani a cipőt és a ruházatot. A barlangban egyszerre csak egy csoport tartózkodhat. A vezetett túrák a Baradla-barlang jósvafői bejáratánál található jegypénztártól (Tengerszem-szálló) indulnak, innen három kilométeres sétával érhető el a barlang bejárata. Az oda és vissza út időszükséglete egy–egy óra, a barlangban további egy órát tart a túra.
Az eredeti bejárat egy 7 méter mélységű függőleges kürtővel kezdődik, de később a kutatók gyorsabb és kényelmesebb közlekedésének érdekében mesterséges bejáratot nyitottak, amely megkerüli a felfedezői ág szűk és omladékos részét. A rövid mestersége szakasz után A Lenke-terembe, majd a csipkézett szélű cseppköves Rokokókapu mellett közvetlenül a főágba jutunk. A folyosón végighaladva megtekinthetjük az Eszkimó kunyhó, az Eresz, majd a szinte teljesen fehér színű Kísértet alakzatokat. A folyosó fokozatosan északnak fordul, majd körülbelül 100 méter megtétele után élesen nyugatra kanyarodik. A forduló után található a barlang egyik legszebb képződménye, a Narancs-zuhatag. Az élénk narancsszínű cseppkőlefolyás felszínén csillogó kalcitkristályokat is láthatunk.

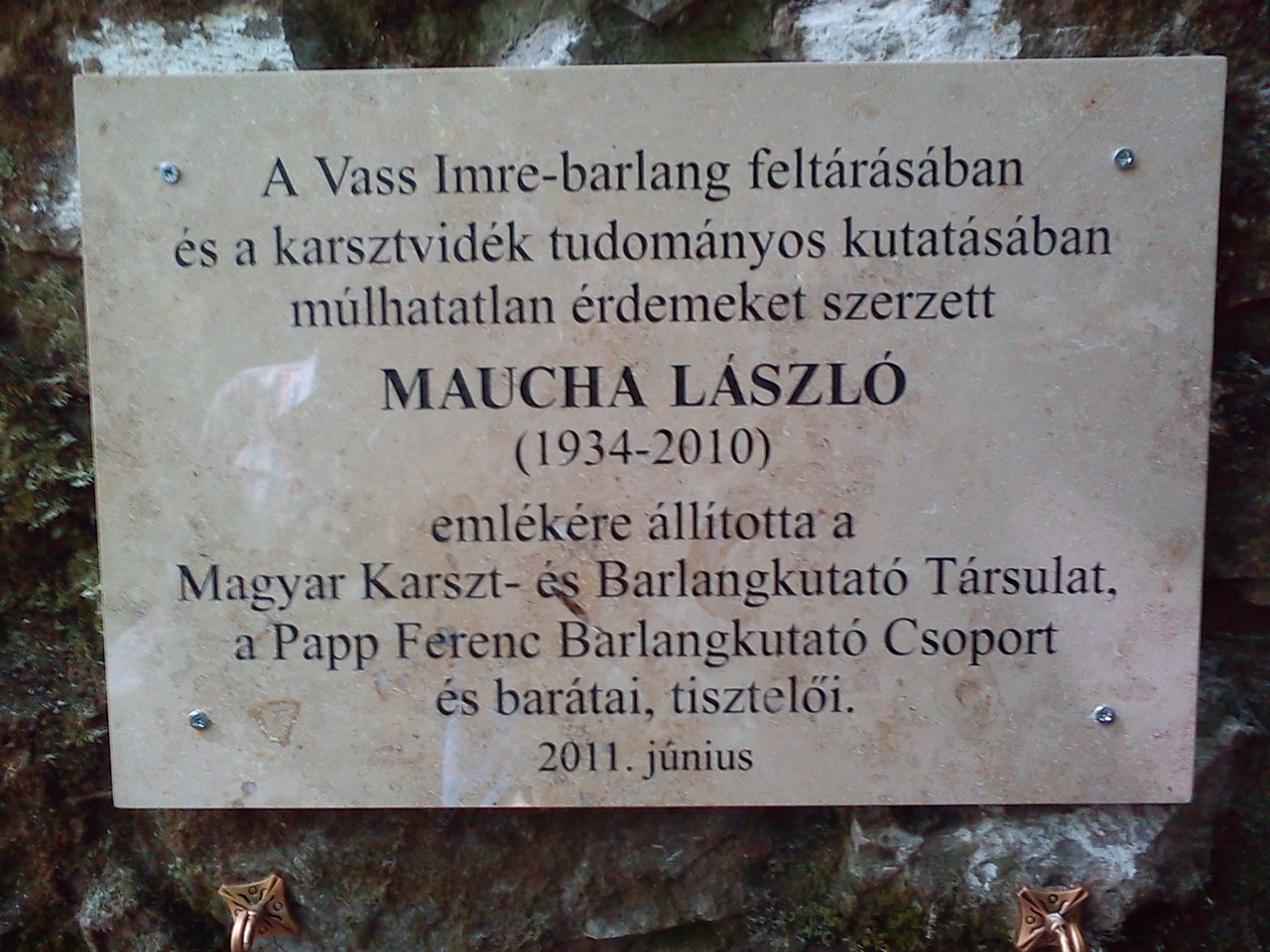
Maucha László emléktáblája a Vass Imre-barlang bejáratánál. Maucha László még egyetemi hallgatóként volt tagja a Vass Imre-barlangot felfedező csoportnak, sokat foglalkozott barlangkutatással, egy ideig vezette a jósvafői kutatóállomást is. Az emléktábla a dorogi Gonda György munkája

A továbbiakban nyugati irányban haladó folyosón a legkülönbözőbb nevű alakzatokat csodálhatjuk meg, a Hólepel, a Medúza és a Baldachin nevűeket, majd a Cidri-folyosó következik, amelynek a neve onnan eredhet, hogy befelé lejt, így vizes időszakban a folyamatosan mélyülő vízben előre haladó kutatók egyre vizesebbek lettek benne. A viszonylag egyenes járat a Dzsungel nevű részben vált ismét irányt, amely ahol a járható szint fölötti, nehezen mászható felső járatokról kapta a nevét. Itt jellemzően korróziós kőzetformákat tekinthetünk meg.
A Dzsungelből kikeveredve ismét egy egyenes, hasadékjellegű szakasz következik, majd elérjük a barlang könnyen járható, villanyvilágítással kiépített részének végét, a Mozivásznat. A vezetett túrák itt, a bejárattól nagyjából 300 méterre fordulnak vissza. Érdekesség, hogy a barlang világítása kétirányú, tehát odafelé és visszafelé más világítótestek gondoskodnak a rendkívül látványos alakzatok megvilágításáról.
A Cidri-folyosótól két szinten, a Sivatagon, illetve a Gyémánt-tavi-ágon lehet eljutni a szűk, a barlang talpszintje alá mélyedő Lagúnás-szifonhoz. Csapadékos időben ezt víz tölti fel, ilyenkor a barlang további részeit nem lehet megközelíteni. A szifonon átkelve a keskeny és magas Grand Canyonba lehet jutni, amely után a barlang három szintre oszlik, a Fekete-ágra, az Egyiptomi-ágra és az Eldorádó-ágra.
A járatok a Dóm nevű teremben futnak ismét össze, ahonnan újabb alakzatokat elhagyva, nagyjából öt méternyi felfelé mászás után a Küklópszok útján haladva bejutunk a barlang legnagyobb termébe, a Küklópszok csarnoka nevűbe. A bejárattól körülbelül 600 méteres távolságra lévő hatalmas csarnokot már a barlang kialakulása után vágta ketté egy vetődés, a tovább vezető utat omladék zárja el. Geofizikai mérések szerint a végpont után nagyjából 100 méternyi törmelékzóna található, amely mindeddig nem bizonyult átjárhatónak. A vizsgálatok szerint azonban a főág akár több kilométeres szakaszon is folytatódhat Szlovákia irányába.

## Feltárás

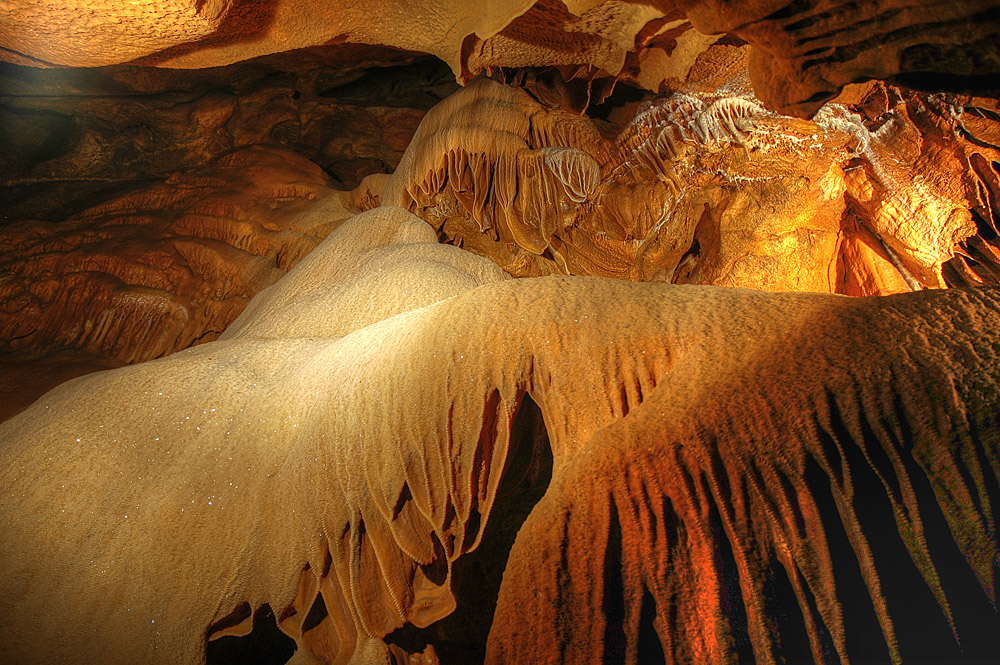
Vass Imre-barlang, Narancs-zuhatag

A barlangot 1954–1955-ben tárta fel a Budapesti Műszaki Egyetem Ásvány- és Földtani Tanszékének Barlangkutató Csoportja. A feltárást a környék karsztforrásainak kémiai elemzése előzte meg, amelyek során a Tohonya-völgy végében eredő Kis-Tohonya-forrás vizének magas oxigéntartalma arra engedett következtetni, hogy a víz valahol nagy méretű, levegős terekben áramlik, ahol pótlódik a beszivárgás alatt elvesztett oxigéntartalma. A megkezdett feltáráshoz nagy segítséget adott a barlangon 1954 nyarán levonuló különlegesen nagy árvíz, amelynek következtében a völgy végében erős sugárban víz tört fel.
A forrásszáj kibontását az eredetileg a Teresztenyei-forrásbarlang kutatásával foglalkozó, de ott sikertelenül kutató műegyetemi kutatócsoport 7 tagja kezdte meg 1954. augusztus 20-án. Tíz nap múlva már huzatot éreztek, a 11.-en nagyjából 60 méter hosszon be is jutottak a barlangba. Még az ősz folyamán Jakucs László hozzájárulásával átrobbantottak egy addig át nem járhatónak bizonyuló szűkületet, majd eljutottak az épp zárt állapotban lévő Lagúnás-szifonig. Ezen csak a tél folyamán, a vízszint csökkenésekor sikerült átjutni, ekkor elérték a ma is ismert, a bejárattól nagyjából 600 méterre lévő végpontot, ahol egy omlás zárja el a barlang valószínűsíthető további szakaszait.

## Kutatástörténet

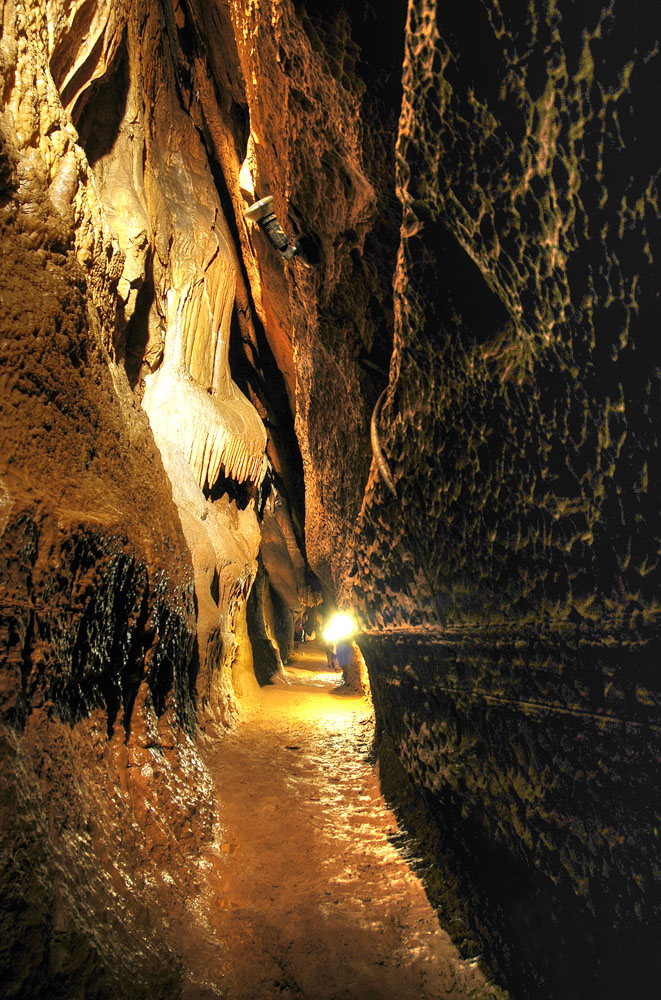
A Vass Imre-barlang főágának tipikus képe

A kutatócsoport intenzív tudományos munkába kezdett a barlangban. A meglehetősen bonyolult vízrendszer feltárása azt mutatta, hogy a barlang fő víznyelője a Szlovákia területén fekvő Milada-víznyelőbarlang, de több más víznyelővel és forrással is kapcsolatban van. A barlangrendszer teljes hosszát több, mint tíz kilométerre becsülték. Az 1957-ben a barlang bejáratától nem messze felépített kutatóállomáson meteorológiai adatokat, a barlangban elhelyezett számtalan mérőberendezés segítségével klimatikus, csepegési, cseppkőképződési adatokat rögzítettek és a víz összetételét vizsgálták. A robot-cseppköves mérési módszer segítségével, amelynek során egy eltávolítható és megmérhető műcseppkövet helyeznek el a valódi cseppkő végére megállapították például a cérnacseppkövek évi növekedési ütemét is, amely 6 mm volt.
A Bertalan Károly által írt, 1976-ban befejezett kéziratban szó van arról, hogy a Vass Imre-barlang Jósvafőn helyezkedik el. Jósvafőtől ÉNy-ra 2 km-re, a Tohonya-völgy felső végén található a barlang. A barlang régi bejárata 7 m-es akna, az új pedig 15 m-es táró. Az 1 km hosszú barlang térfogata 13 500 m³. A cseppköves forrásbarlangnak szintjei vannak. A VITUKI kezeli a barlangot, amelyben tudományos barlangkutatás történik. A kézirat barlangot ismertető része 5 irodalmi mű alapján lett írva. 1976-ban vált országos jelentőségű barlanggá az 5400-as (Aggteleki-karszt) barlangkataszteri területen lévő, jósvafői Vass Imre-barlang.
Az 1976-ban összeállított, országos jelentőségű barlangok listájában lévő barlangnevek pontosítása után, 1977. május 30-án összeállított, országos jelentőségű barlangok listáján rajta van az Aggteleki-karszton, Jósvafőn található barlang Vass Imre-barlang néven. Az 1977. évi Karszt és Barlang angol nyelvű különszámában megjelent, The longest and deepest caves of Hungary (December 31, 1975) című közleményből megtudható, hogy az Aggteleki-karszton fekvő, 1000 m hosszú Vass Imre Cave 1975. december 31-én Magyarország 13. leghosszabb barlangja. A 14. leghosszabb barlang (Tapolcai-tavasbarlang), a 15. leghosszabb barlang (Fekete-barlang), a 16. leghosszabb barlang (Jávor-kúti-víznyelőbarlang) és a 17. leghosszabb barlang (Borókás-tebri 4. sz. víznyelőbarlang) szintén 1000 m hosszú. Az 1977. december 31-i állapot szerint (MKBT Meghívó 1978. május) az Aggteleki-karszton lévő és kb. 1000 m hosszú Vass Imre-barlang az ország 12. leghosszabb barlangja.
Az 1977. évi Karszt és Barlangban megjelent összeállítás alapján, 1977. december 31-én Magyarország 13. leghosszabb barlangja az Aggteleki-karszton elhelyezkedő, 1977. december 31-én, 1976-ban és 1975-ben kb. 1000 m hosszú Vass Imre-barlang. Ez az összeállítás naprakészebb az 1978. májusi MKBT Meghívóban publikált listánál. A 14. leghosszabb barlang (Tapolcai-tavasbarlang), a 15. leghosszabb barlang (Fekete-barlang) és a 16. leghosszabb barlang (Borókás-tebri 4. sz. víznyelőbarlang) szintén kb. 1000 m hosszú. Az 1980. évi Karszt és Barlang 1. félévi számában publikálva lett, hogy a kiemelt jelentőségű Vass Imre-barlang az 5400-as barlangkataszteri területen (Gömör–Tornai-karszt és Cserehát hegység) helyezkedik el. A barlangnak 5440/2. a barlangkataszteri száma. Az MKBT Dokumentációs Bizottsága a helyszínen el fogja helyezni, a többi kiemelt jelentőségű barlanghoz hasonlóan, a barlang fémlapba ütött barlangkataszteri számát. A barlangkataszteri szám beütéséhez alapul szolgáló fémlap ugyanolyan lesz mint a többi kiemelt jelentőségű barlang fémlapja.

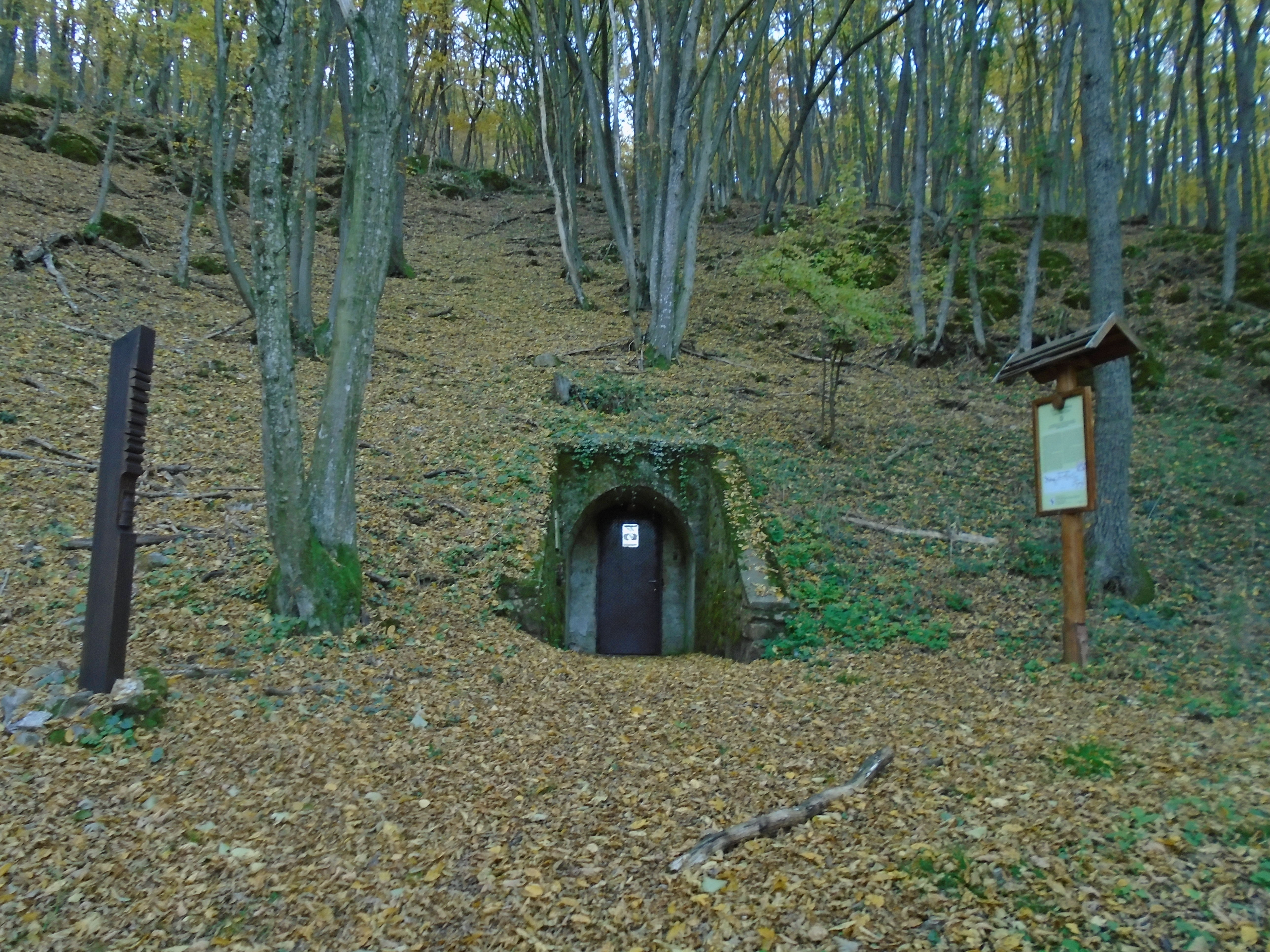
A Vass Imre-barlang bejárata

1982. július 1-től az Országos Környezet- és Természetvédelmi Hivatal elnökének 1/1982. (III. 15.) OKTH számú rendelkezése (1. §. és 3. §., illetve 5. sz. melléklet) értelmében az Aggteleki-karsztvidéken lévő Vass Imre-barlang fokozottan védett barlang. 1982-ben a Vízgazdálkodási Tudományos Kutató Központ Papp Ferenc Barlangkutató Csoportnak volt kutatási engedélye a barlang kutatásához. Az 1982. szeptember–októberi MKBT Műsorfüzetben meg van említve, hogy az Aggteleki-karsztvidéken található Vass Imre-barlang fokozottan védett barlang. A felsorolásban a barlangnevek az MKBT által jóváhagyott és használt helyesírás szerint, javított formában lettek közölve. Az 1984-ben napvilágot látott, Magyarország barlangjai című könyv országos barlanglistájában szerepel az Aggteleki-karszton lévő barlang Vass Imre-barlang néven. A listához kapcsolódóan látható az Aggteleki-karszt és a Bükk hegység barlangjainak földrajzi elhelyezkedését bemutató 1:500 000-es méretarányú térképen a barlang földrajzi elhelyezkedése.
Az 1986. évi Karszt és Barlangban megjelent bibliográfia regionális bibliográfia részében szerepel a barlang Vass Imre-barlang néven. Az összeállítás szerint a Karszt és Barlangban publikált írások közül 5 foglalkozik a barlanggal. Az 1987. december 31-i állapot alapján Magyarország 21. leghosszabb barlangja az 5440/2 barlangkataszteri számú, 1000 m hosszú Vass Imre-barlang. Az összeállítás szerint az 1977. évi Karszt és Barlangban közölt hosszúsági listában a barlang kb. 1000 m hosszú. Holl B. szóbeli közlése, hogy a barlang az 1985. évi felmérés alapján 1000 m hosszú. A 19. leghosszabb barlang (Borókás-tebri 4. sz. víznyelőbarlang) és a 20. leghosszabb barlang (Fekete-barlang) szintén 1000 m hosszú.
Az 1989. évi Karszt és Barlangban lévő, Magyarország barlangjai című összeállításban szó van arról, hogy Jósvafőtől ÉNy-ra két jelentős, patakos barlang helyezkedik el (Vass Imre-barlang, Kossuth-barlang). A csak időszakosan aktív Vass Imre-barlang az árvízi forrásszáj megbontásával, 1954-ben lett feltárva. A barlang víznyomjelzéssel kimutatott fő nyelője a Szlovákiában lévő Milada-víznyelőbarlang. A várhatóan 10 km hosszú járatrendszer napjainkban ismert részéből a Vass Imre-barlang kb. 1000 m hosszú, amelynek végpontján kiterjedt omladékzóna akadályozza a továbbjutást. A szép színes cseppkőképződményekkel, változatos oldásformákkal díszített barlang Magyarország legalaposabban tanulmányozott karsztobjektuma. A barlangnak kiépített távmérőhálózata van, a barlang közelében pedig karsztkutató állomás található.
A publikációban lévő 2. ábrán (Aggtelek és Jósvafő környéke) be van mutatva a barlang alaprajza és földrajzi elhelyezkedése. A folyóirat 1989. évi különszámában napvilágot látott ennek az utóbbi tanulmánynak az angol nyelvű változata (The caves of Hungary). Ebben a tanulmányban Vass Imre Cave a barlang neve. Az angol nyelvű tanulmányhoz mellékelve megjelent egy olyan lista, amelyben Magyarország leghosszabb barlangjai vannak felsorolva. A felsorolás szerint az Aggteleki-karszton fekvő, 1000 m hosszú Vass Imre-barlang (Vass Imre Cave) 1988-ban Magyarország 21. leghosszabb barlangja. (1977-ben is 1000 m hosszú volt a barlang.)

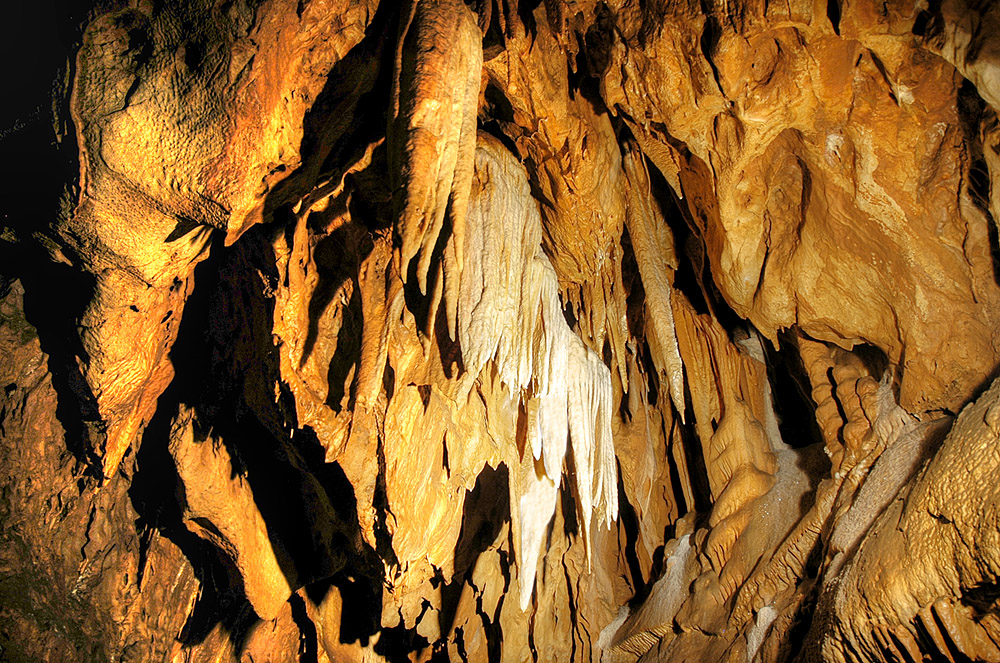
Cseppkövek a Vass Imre-barlangban

1990-ben a Papp Ferenc Barlangkutató Csoportnak és az ATOMKI-nak volt kutatási engedélye a barlang kutatásához. A Vass Imre-barlang 1995 óta az Aggteleki-karszt és a Szlovák-karszt többi barlangjával együtt a világörökség része. 1998. május 14-től a környezetvédelmi és területfejlesztési miniszter 13/1998. (V. 6.) KTM rendelete szerint az Aggteleki Nemzeti Park Igazgatóság illetékességi területén található Vass Imre-barlang az igazgatóság engedélyével látogatható. 2001. május 17-től a környezetvédelmi miniszter 13/2001. (V. 9.) KöM rendeletének értelmében az Aggteleki-karsztvidék területén lévő Vass Imre-barlang fokozottan védett barlang. Egyidejűleg a fokozottan védett barlangok körének megállapításáról szóló 1/1982. (III. 15.) OKTH rendelkezés hatályát veszti.
A 2003-ban kiadott, Magyarország fokozottan védett barlangjai című könyvben lévő, Egri Csaba és Nyerges Attila által készített hosszúsági lista szerint az Aggteleki-karszton lévő és 5440-2 barlangkataszteri számú Vass Imre-barlang Magyarország 29. leghosszabb barlangja 2002-ben. A 2002-ben 1000 m hosszú barlang 1977-ben és 1987-ben is 1000 m hosszú volt. 2005. szeptember 1-től a környezetvédelmi és vízügyi miniszter 22/2005. (VIII. 31.) KvVM rendelete szerint az Aggteleki Nemzeti Park Igazgatóság működési területén található Vass Imre-barlang látogatók számára nem megnyitott szakaszai a felügyelőség engedélyével látogathatók. 2005. szeptember 1-től a környezetvédelmi és vízügyi miniszter 23/2005. (VIII. 31.) KvVM rendelete szerint az Aggteleki-karsztvidéken lévő Vass Imre-barlang fokozottan védett barlang.

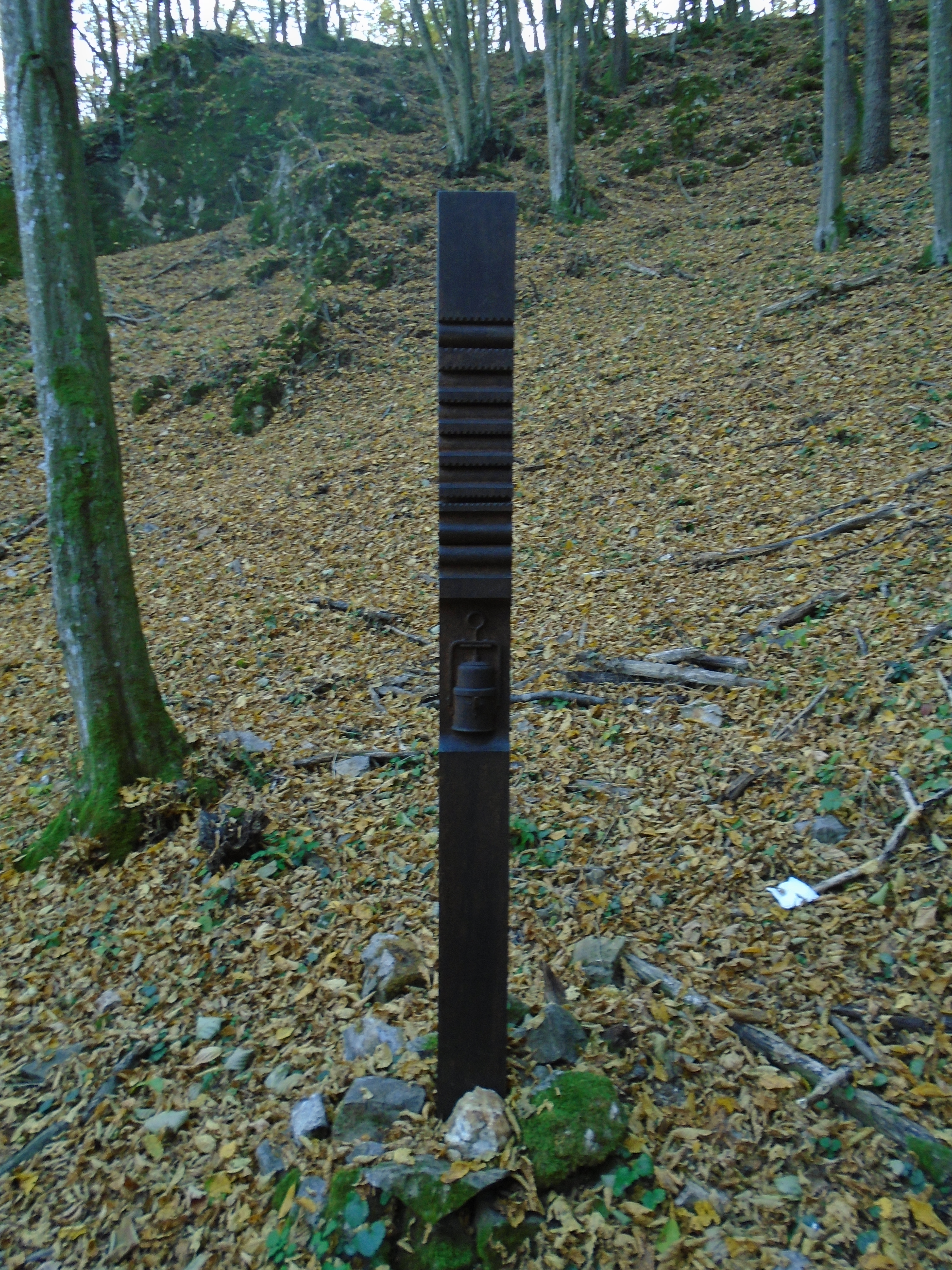
A Vass Imre-barlang előterének részlete

A 2005-ben napvilágot látott, Magyar hegyisport és turista enciklopédia című kiadványban önálló szócikke van a barlangnak. A szócikk szerint a Vass Imre-barlang az Aggteleki-karszton található és fokozottan védett természeti érték. Jósvafőtől ÉNy-ra, 273 m tengerszint feletti magasságban van a bejárata. 1000 m hosszú és 42 m függőleges kiterjedésű a triász mészkőben és dolomitban keletkezett időszakosan aktív barlang. 1954–1955-ben a Budapesti Műszaki Egyetem Barlangkutató Csoportjának tagjai az árvízi forrásszáj megbontásával, három szakaszban tárták fel. Később még öt kisebb szakasz lett felfedezve. Omladék zárja le végpontján a továbbjutást. A változatos formájú és színű cseppkőképződményekkel, fejlett oldásformákkal díszített, meanderező főágban több évtizeden keresztül kőzettani és ásványtani, hidrológiai, illetve meteorológiai megfigyeléseket végeztek. A főág majdnem 300 m hosszú szakasza a Lagunás-szifonig ki van építve, kisebb csoportokban megtekinthető. A további járatok engedéllyel és alapfelszereléssel járhatók.
Papp Ferenc szócikkében meg van említve, hogy Papp Ferenc 1957-ben a Vass Imre-barlang mellett a karsztfolyamatok és kölcsönhatásainak vizsgálata miatt kutatóállomást hozott létre. Szabó László (1951–1972) szócikkében meg van említve, hogy Szabó László részt vett a Vass Imre-barlang kutatásában. A barlang melletti létesítményekben van kialakítva a Vass Imre-kutatóállomás. Az állomáson foglalkoztak a barlang klímaviszonyaival, a cseppkövek növekedésével, a görbe cseppkövek kialakulásával és a csepegő vizek összetételével.
2007. március 8-tól a környezetvédelmi és vízügyi miniszter 3/2007. (I. 22.) KvVM rendelete szerint az Aggteleki Nemzeti Park Igazgatóság működési területén lévő Vass Imre-barlang látogatók számára nem megnyitott szakaszai az igazgatóság engedélyével tekinthetők meg. 2013. július 19-től a vidékfejlesztési miniszter 58/2013. (VII. 11.) VM rendelete szerint a Vass Imre-barlang (Aggteleki Nemzeti Park Igazgatóság működési területe) idegenforgalom számára nem megnyitott szakaszai az igazgatóság hozzájárulásával látogathatók.
A 2012–2014. évi Karszt és Barlangban közölve lett, hogy az idegenforgalmi célra hasznosított Vass Imre-barlangot 2012-ben 708 fő, 2013-ban 452 fő, 2014-ben 713 fő látogatta meg. 2015. november 3-tól a földművelésügyi miniszter 66/2015. (X. 26.) FM rendelete szerint a Vass Imre-barlang (Aggteleki-karsztvidék) fokozottan védett barlang. A 2017-ben rendezett 61. Barlangnapon az egyik túracélpont volt. 2018 júniusában az MKBT Verocs Szakosztály néhány sérültje túrázott a barlangban. 2021. május 10-től az agrárminiszter 17/2021. (IV. 9.) AM rendelete szerint a Vass Imre-barlang (Aggteleki Nemzeti Park Igazgatóság működési területe) idegenforgalom számára nem megnyitott szakaszai az igazgatóság engedélyével látogathatók. A 13/1998. (V. 6.) KTM rendelet egyidejűleg hatályát veszti.

## Látogatási statisztika
A Vass Imre-barlang látogatóinak száma évenként:
| év              | 1995 | 1996 | 2000 | 2001 | 2002 | 2003 | 2004 | 2005 | 2006 | 2007 | 2008 | 2009 | 2010 | 2011 | 2012 | 2013 | 2014 | 2015 | 2016 | 2017 | 2018 |
| látogatók száma | –    | 283  | 491  | 283  | 512  | 451  | 1291 | 1089 | 382  | 560  | 542  | 612  | 276  | 531  | 708  | 452  | 713  | 730  | 452  | 329  | 159  |

## További irodalom
- A jósvafői Vass Imre-barlang barlangi nyilvántartási lapja